# Авиационная улица (Санкт-Петербург)
Авиацио́нная улица — улица в Московском районе Санкт-Петербурга. Проходит от Московского проспекта до проспекта Юрия Гагарина. Пересекает Демонстрационный проезд и улицу Ленсовета.

## Название
Есть две версии происхождения названия. Первая (основная) — название дано в честь достижений советской авиации. Вторая — название произошло от находящегося в Чесменском дворце на параллельной улице Гастелло факультета Ленинградского Института Авиационного Приборостроения (ныне Санкт-Петербургский государственный университет аэрокосмического приборостроения). Название официально присвоено 14 июля 1954 года.

## Нумерация домов
Авиационная улица — одна из немногих улиц Санкт-Петербурга, на которой нечётная сторона расположена слева от начала улицы, а не традиционно справа.

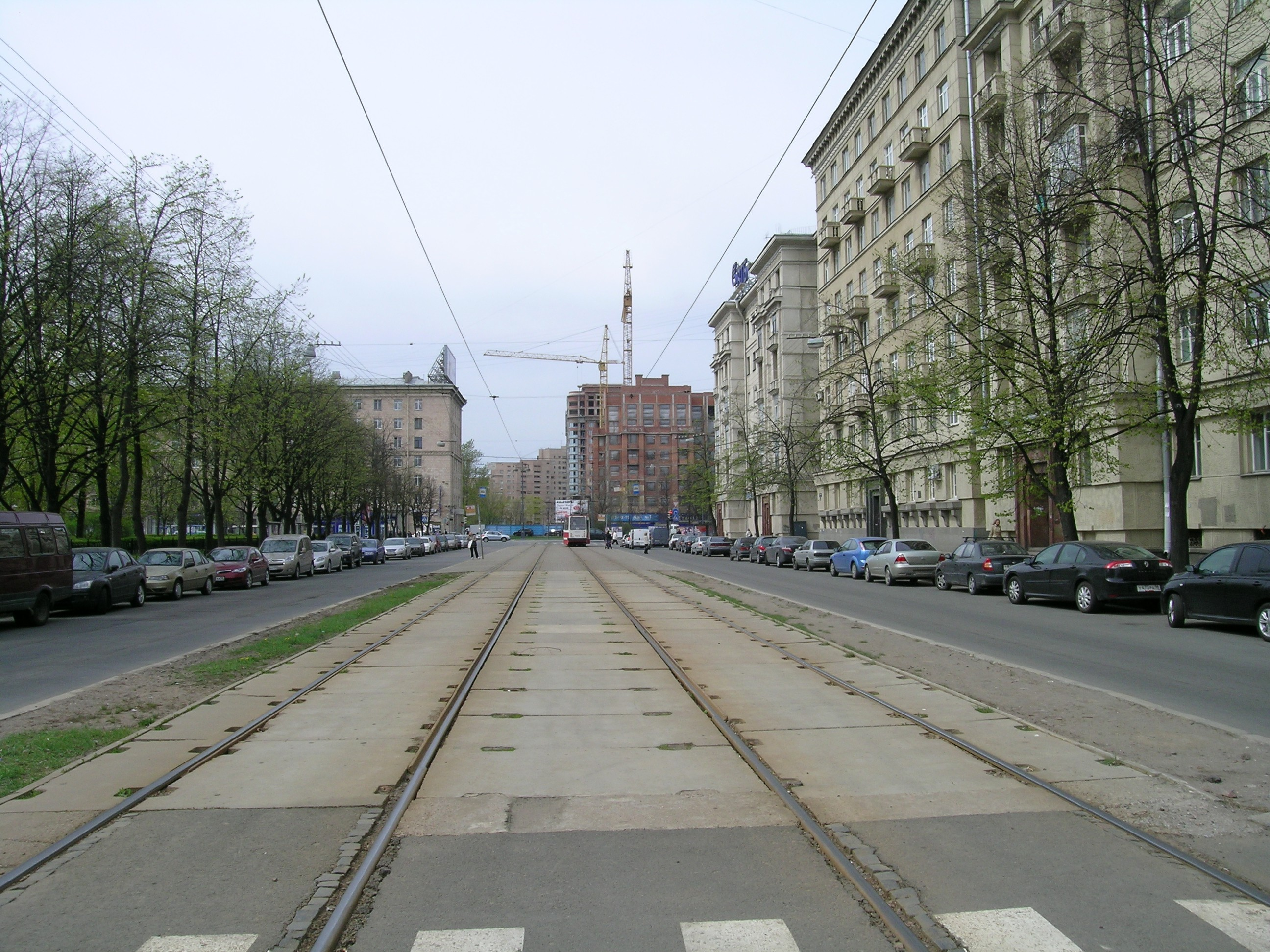
Вид в сторону Московского проспекта

## Транспорт
По улице проходят трамвайные маршруты № 29, 29В, 45.
На Московском проспекте расположена автобусная остановка «Авиационная улица», которую обслуживают автобусные маршруты № 3, 26, 50, 226, 281. На пересечении улицы Ленсовета и Авиационной улицы расположена автобусная остановка «Улица Типанова», которую обслуживают автобусные маршруты № 16, 39, 187. На углу с проспектом Юрия Гагарина расположена остановка «Авиационная улица», обслуживаемая автобусными маршрутами № 36, 225, а также трамвайная конечная станция, используемая маршрутом № 45.

## Достопримечательности, здания, сооружения
- Авиационная ул., 7—9. Жилой дом 1950 г., стиль — сталинский неоклассицизм.
- Авиационная ул., 11. Отдел № 12 Управления Федерального казначейства, Жилой дом 1956 г., стиль — сталинский неоклассицизм.
- Авиационная ул., 13. Жилой дом 1959 г.[2], стиль — сталинский неоклассицизм.
- Авиационная ул., 19. Стадион «Волна». Стиль — современный.
- Авиационная ул., 20. Жилой дом, стиль — сталинский неоклассицизм.
- Авиационная ул., 21 / ул. Ленсовета, 14. СПБГУАП. Юридический и экономический факультеты. Стиль — современный. (В 1967 г. на месте старого деревянного корпуса построили каменный)
- Авиационная ул., 23. Петербургский энергетический институт повышения квалификации. Стиль — современный.
- Авиационная ул., 25. Общежитие больницы № 20.
- Авиационная ул., 34. Детский сад № 99.
- Авиационная ул., 38. Школа № 485 Московского района. 1962 г.
- Авиационная ул., у дома 38. Сквер Василия Ракова.